# Montaverner
Montaverner är en kommun i Spanien.   Den ligger i provinsen Província de València och regionen Valencia, i den östra delen av landet, 300 km sydost om huvudstaden Madrid. Antalet invånare är 1 815. Arean är 7,4 kvadratkilometer.
Terrängen i Montaverner är platt.